# Веджини
Веджини (груз. ვეჯინი) — село в Грузии. Находится в Гурджаанском муниципалитете Кахетии. Высота над уровнем моря составляет 420 метров.
Население — 2935 человек (2014).
Местные жители занимаются виноградарством, садоводством (в основном выращиванием клубники и персиков) и рыболовством.

## История
Древние, ещё не обследованные археологически, руины на территории села свидетельствуют о его многовековой истории.
В 1930-е годы в селе была построена гидроэлектростанция «Алазанхеси».

## Известные жители
Родился Иван Бериташвили (1884 (1885) — 1974) — выдающийся грузинский учёный-физиолог, основатель и руководитель физиологической школы в Грузии.
В местной школе в XIX веке учился Бачана Разикашвили, брат Важи-Пшавелы.